# Sylvia Flückiger-Bäni
Pour les articles homonymes, voir Bani et Flückiger.
Sylvia Flückiger-Bäni, née le 1er juin 1952 à Aarau, est une personnalité politique suisse membre de l'Union démocratique du centre (UDC) et une entrepreneuse. Elle réside à Schöftland, en Argovie.

## Biographie
Elle est élue au Conseil national comme représentant du canton d'Argovie depuis 2007. En 2015, elle est réélue députée au Conseil national lors des élections fédérales. Elle est membre de l'Action pour une Suisse indépendante et neutre.
Elle est vice-présidente du conseil d'administration de PIKOM (Parteiunabhängiges informationskomitee) et rédactrice de sa lettre d'information.